# Ужичка област
Ужичка област је била административна јединица у саставу Краљевине Срба, Хрвата и Словенаца. Постојала је од 1922. до 1929. године. Њен административни центар је било Ужице.

## Опис
Површина Ужичке области је била 7.556 km2 са 214.271 становника, што даје густину становника од 30 на km2.
Обухвата десни слив горње Дрине и леви слив горње Западне Мораве. Мање целине на северу су Стари Влах, Црна Гора и Рујно.
Област је већим делом била висока, планинска и сиромашна, али са доста шума и пашњака. Равније земљиште је било Пожешко поље. Привреда је била претежно сточарска а била је развијена и домаћа индустрија. Главни производи су били златиборска говеда, козе, овце и планинске свиње; бели смок, пастрма, пршута и сланина, вуна и козина, дрвенарија (разни судови), луч и катран, грнчарске ствари - црепуље и лонци. Од воћарства су били познате јабуке, шљиве, крушке и ораси, затим дуван око Бајине Баште. Кириџијски каравани су раније односили производе и враћали се са житом и другим потребама.

## Административна подела
Област је настајала спајањем северносрбијанског Ужичког округа са јужносрбијанским окрузима Пријепољским (обухвата и Прибој и Нову Варош), Пљеваљским (обухвата и Бољанић) и Бјелопољским (обухвата и Шаховиће и Лозну).
Тако је област садржавала срезове:
- Ариљски
- Бјелопољски (Шаховић)
- Бољанички
- Златиборски (Чајетина)
- Лознански
- Милешевски (Пријепоље)
- Златарски (Нова Варош)
- Пљеваљски
- Пожешки
- Прибојски
- Рачански (Бајина Башта)
- Ужички
- Црногорски (Косјерић)

Након увођења бановина 1929:
- Бајина Башта, Косјерић, Пожега, Ужице, Чајетина и Ариље, тј. простор претходног Ужичког округа, припада Дринској бановини
- Пљевље (и Бољанић), Прибој, Пријепоље, Нова Варош и Бијело Поље (Шаховић и Лозна) припадају Зетској.